# Persby-Gillersbergs naturreservat
Persby-Gillersbergs naturreservat är ett naturreservat i Torsby kommun i Värmlands län.
Området är naturskyddat sedan 2019 och är 160 hektar stort. Reservatet omfattar Persby-Gillersberget och våtmarker nedanför och består av barrblandsskog med mer gran på höjderna.